# Усть-Тала
Усть-Тала — посёлок в Новокузнецком районе Кемеровской области. Входит в состав Кузедеевского сельского поселения.

## География
Центральная часть населённого пункта расположена на высоте 249 метров над уровнем моря.

## История
Существует с 19 века 

## Население
По данным Всероссийской переписи населения 2010 года, в посёлке Усть-Тала проживает 3 человека, все мужчины.